# NEXT LEVEL (YU-KIの曲)
「NEXT LEVEL」（ネクスト レベル）は、2006年3月23日に発売されたYU-KIの2枚目のシングル。

## 解説
テレビ朝日系特撮テレビドラマ『仮面ライダーカブト』オープニングテーマ。当楽曲から再び平成仮面ライダーシリーズのオープニングテーマの歌唱をエイベックスグループ所属のアーティストが担当するようになる。

## 収録曲
1. NEXT LEVEL
作詞：藤林聖子 / 作曲・編曲：渡部チェル
2. NEXT LEVEL Instrumental with chorus
3. NEXT LEVEL Re-Mix version
4. Memory 
作曲：渡部チェル / 編曲：蓜島邦明
5. High speed 
作曲：渡部チェル / 編曲：蓜島邦明
6. Action!!
作曲：渡部チェル / 編曲：蓜島邦明